# Natalia, Texas
Natalia är en ort i Medina County i Texas. Orten grundades år 1912 av Medina Irrigation Company. Fred Stark Pearson var en drivande kraft bakom bevattningsprojektet i trakten och orten fick sitt namn efter hans dotter Natalie Pearson. Natalia hade 1 431 invånare enligt 2010 års folkräkning.